# Армяно-иракские отношения
Армяно-иракские отношения — двусторонние дипломатические отношения между Арменией и Ираком. Государства являются членами Организации Объединённых Наций.

## История
Государства связывают давние исторические отношения: культурные связи между ними возникли ещё во времена Древней Армении и шумеров, населявших Месопотамию. В дальнейшем отношения получили развитие, когда армяне стали переселяться и заселять Месопотамию, чему способствовала давно существовавшая армянская община на территории современного Ирака. Великая Армения имела обширные связи с народами Месопотамии.
Есть мнение, что исторические корни армян находятся в Месопотамии, которая располагалась на территории современного Ирака.
Когда произошел геноцид армян, Ирак был частью Османской империи. Многие армяне были насильственно депортированы, изгнаны и убиты османскими военными, но в то же время некоторые армяне нашли убежище в Ираке и Иракском Курдистане. Местные арабы предоставили армянам приют и убежище, что помогло пережить им трудные времена.

## Официальные отношения
Государства установили дипломатические отношения после того, как Армения провозгласила независимость от Советского Союза в 1992 году. Армения открыла посольство в Багдаде в 2000 году, а Ирак открыл посольство в Ереване годом позже. Первоначально Армения выступила против Иракской войны, но затем изменила мнение и направила войска для участия в американской военной кампании в Ираке.
В настоящее время Ирак является одним из важнейших торговых партнёров Армении. В 2016 году объём товарооборота между государствами составил сумму более 140 миллионов долларов США. В 2016 году товарооборота между странами вырос на 30 %.

### Геноцид армян
Периодические трения между Ираком и Турцией несколько раз приводили к тому, что иракское руководство осуждало Турцию и высказывалось о стремлении признать геноцид армян.
Руководство Иракского Курдистана осудило геноцид армян и от имени курдского народа извинилось за него. В 2017 году армянская община Иракского Курдистана приветствовала проведение референдума о независимости от Ирака, а также поблагодарила курдов за поддержку армян во время геноцида.
В 2019 году Шейх Юсиф ан-Насри, члены Высшего постоянного комитета по сосуществованию и общественному миру правительства Ирака, а также делегация религиозных деятелей призвали правительство Ирака к признанию геноцида армян.

## Дипломатические представительства
- Армения имеет посольство в Багдаде[19].
- У Ирака есть посольство в Ереване[20].